# Gloria (Sam Smith)
Gloria è il quarto album in studio del cantautore britannico Sam Smith, pubblicato il 27 gennaio 2023 dalla Capitol Records.
Apprezzato dalla critica specializzata per le tematiche dei brani, legate alla libertà di espressione, della sessualità e dei diritti LGBT, presenta al suo interno la collaborazione Unholy con Kim Petras, vincitore del Grammy Award alla miglior interpretazione vocale pop di un duo o un gruppo.
Commercialmente Gloria ha esordito tra le prime dieci posizioni di numerose classifiche di vendite, tra cui alla prima di Australia, Irlanda e Regno Unito, divenendo il terzo progetto di Smith a ottenere tale risultato nella Official Albums Chart.

## Descrizione
L'album è stato registrato tra Los Angeles, Londra e la Giamaica. Pe il progetto Smith è tornato a collaborare con Jimmy Napes, StarGate e Ilya Salmanzadeh, con contributi di Los Hendrix, Max Martin e Calvin Harris. Smith ha dichiarato che l'album «sembra un passaggio di età» e che lo ha portato a «superare alcuni momenti bui», e ha espresso la speranza che possa essere anche un «faro» per gli ascoltatori. Un comunicato stampa lo ha definito una «rivoluzione personale» per Smith, contenente il «suono abbagliante, sontuoso, sofisticato, inaspettato e a volte emozionante e tagliente del cuore creativo di Sam oggi», oltre a testi che parlano di «sesso, bugie, passione, espressione di sé e imperfezione».

## Promozione
Il primo singolo discografico estratto è stato Love Me More, pubblicato il 28 aprile 2022, al quale ha fatto seguito Unholy, brano pubblicato il 22 settembre seguente e realizzato in collaborazione con la cantante tedesca Kim Petras. Il terzo estratto dall'album è stato Gimme, diffuso l'11 gennaio 2023 e realizzato insieme alla cantante canadese Jessie Reyez e alla cantante giamaicana Koffee.

## Accoglienza
| Recensione          | Giudizio |
| ------------------- | -------- |
| Clash               | 7/10     |
| Exclaim!            | 6/10     |
| Slant Magazine      |          |
| NME                 |          |
| Pitchfork           | 6.2/10   |
| Rockol              | 6/10     |
| The Daily Telegraph |          |
| The Guardian        |          |
| Evening Standard    |          |
| The Irish Times     |          |

Gloria ha ottenuto recensioni generalmente positive da parte della critica specializzata. Su Metacritic, sito che assegna un punteggio normalizzato su 100 in base a critiche selezionate, l'album ha ottenuto un punteggio medio di 68 basato su quattordici recensioni. Il progetto è stato apprezzato le tematiche, legate alla libertà di espressione, della sessualità e dei diritti LGBT, non trovando tuttavia consenso per le sonorità e la produzione dei brani.
Positiva la recensione di Nick Levine per NME, il quale ha scritto che l'album «è davvero il lavoro più sorprendente, soddisfacente e vitale della carriera di [Smith]» e il suo cuore è una «esplorazione personale della più ampia esperienza queer che ricorda il classico album di George Michael del 1996». Maura Johnston di Rolling Stone ha definito l'album «il più profondo mai realizzato» e l'ha descritto come «una raccolta compatta e scorrevole di canzoni pop che mettono in mostra la versatilità vocale e la crescita personale della Smith» con testi che parlano delle «esperienze della Smith come persona queer cresciuta in modo cattolico».
Recensendo l'album per il The Guardian, Alexis Petridis ha criticato le affermazioni di «sperimentazione» contenute nel comunicato stampa del cantante, scrivendo musicalmente è simile ai precedenti progetti, con l'uso del pianoforte che rende i brani simili e «accenni di R&B, trap e disco», scrivendo che «c'è qualcosa di insoddisfacente in Gloria: la sensazione che si tratti sempre della stessa cosa è più prevalente di quanto dovrebbe essere». David Smyth dell'Evening Standard ha ritenuto che Unholy «spicchi in modo scandaloso nel mezzo di questo quarto album», poiché il resto dei brani è «piuttosto grigio» al confronto. Smyth ha concluso che è «un peccato che le canzoni, per quanto ben realizzate, non siano sempre all'altezza dell'autodeterminazione» espressa dai testi. Scrivendo per The Observer, Kitty Empire denota un mancato appagamento del progetto, poiché non è stato spinto ai livelli di Renaissance, album di Beyoncé del 2022 che tratta tematiche e sonorità similari, sottolineando che «qualcosa di più slanciato» di How to Cry, Gloria e Who We Love «sarebbe stato più appropriato in un album dedicato al divertimento e alla liberazione dal passato oppressivo».
Scrivendo per Pitchfork, Jamieson Cox ha affermato che a questo punto della carriera di Smith, «un artista la cui scrittura tende verso l'insipido e l'impersonale, cresciuto in una visione e in un'identità che possono essere compromesse da caratteristiche mediocri», definendo Gimme e Perfect «paliative nel migliore dei casi e ruvide nel peggiore». Cox riscontra che Ed Sheeran in Who We Love la faccia risultare «fondamentalmente [...] la solita canzone d'amore», con un testo che descrive «scene banali». Lindsay Zoladz del The New York Times ha riscontrato che Smith «mette da parte le ballate per brani più ballabili», ma che comunque l'album «ha momenti di audacia, [...] le sue occasionali cadute nel generico gli impediscono di sentirsi come una grande dichiarazione personale».

## Tracce
1. Love Me More – 3:23
2. No God – 3:17
3. Hurting Interlude – 0:18
4. Lose You – 3:10
5. Perfect (with Jessie Reyez) – 3:51
6. Unholy (with Kim Petras) – 2:36
7. How to Cry – 2:40
8. Six Shots – 2:30
9. Gimme (with Koffee and Jessie Reyez) – 2:49
10. Dorothy's Interlude – 0:08
11. I'm Not Here to Make Friends – 3:49
12. Gloria – 1:50
13. Who We Love (with Ed Sheeran) – 2:42

Tracce bonus nelle edizioni giapponese, francese in vinile, e CD Target
1. Heavenly Sent – 2:49
2. Kissing You – 4:55

## Successo commerciale
Nel Regno Unito Gloria ha esordito alla prima posizione della Official Albums Chart, divenendo il terzo album non consecutivo del cantante a ottenere tale risultato. In Australia Gloria  è divenuto il primo album del cantante ad esordire alla prima posizione della ARIA Albums Chart. Negli Stati Uniti l'album ha esordito alla settima posizione della Billboard 200, divenendo il quarto album dell'artista ad apparire tra le prime dieci posizioni.

## Classifiche
| Classifica (2023) | Posizione massima |
| ----------------- | ----------------- |
| Australia         | 1                 |
| Austria           | 8                 |
| Belgio (Fiandre)  | 4                 |
| Belgio (Vallonia) | 11                |
| Canada            | 4                 |
| Croazia           | 6                 |
| Danimarca         | 14                |
| Finlandia         | 11                |
| Francia           | 21                |
| Germania          | 6                 |
| Grecia            | 10                |
| Irlanda           | 1                 |
| Islanda           | 8                 |
| Italia            | 20                |
| Lettonia          | 4                 |
| Lituania          | 7                 |
| Norvegia          | 4                 |
| Nuova Zelanda     | 2                 |
| Paesi Bassi       | 2                 |
| Polonia           | 9                 |
| Regno Unito       | 1                 |
| Spagna            | 11                |
| Stati Uniti       | 7                 |
| Svezia            | 6                 |
| Svizzera          | 2                 |